# Elezioni presidenziali in Corea del Sud del 2007
Le elezioni presidenziali in Corea del Sud del 2007 si tennero il 19 dicembre.
Esse videro la vittoria di Lee Myung-bak, espressione del Partito Saenuri, che riportò i conservatori alla Casa Blu per la prima volta dopo dieci anni. Lee sconfisse Chung Dong-young del Nuovo Grande Partito Democratico Unificato e il candidato indipendente Lee Hoi-chang col margine di voti più largo da quando furono introdotte le elezioni presidenziali dirette, nel 1987.
L'affluenza fu del 63,0%, la più bassa della storia coreana.

## Contesto

### Candidati
I candidati furono i seguenti.
| Candidati                 | Partiti                                                                       |
| ------------------------- | ----------------------------------------------------------------------------- |
| Chung Dong-young (정동영) | Nuovo Grande Partito Democratico Unificato 대통합민주신당                     |
| Lee Myung-bak (이명박)    | Partito Saenuri 한나라당                                                      |
| Kwon Young-ghil (권영길)  | Partito Democratico del Lavoro 민주노동당                                     |
| Lee In-je (이인제)        | Partito Democratico 민주당                                                    |
| Moon Kook-hyun (문국현)   | Partito Creativo Coreano 창조한국당                                           |
| Chung Kun-mo (정근모)     | Coalizione del Vero Proprietario 참주인 연합                                  |
| Huh Kyung-young (허경영)  | Partito Repubblicano Economico 경제공화당                                     |
| Chun Hwan (전환)          | Unione della Vera Società della Nuova Era 새시대 참사람 연합                  |
| Geum Min (금민)           | Partito Socialista Coreano 한국사회당                                         |
| Lee Hoi-chang (이회창)    | Indipendente                                                                  |
| Candidature ritirate      |                                                                               |
| Sim Dae-pyong (심대평)    | Primo Partito del Popolo 국민중심당                                           |
| Lee Soo-sung (이수성)     | Coalizione del Popolo per l'Unità e il Progresso 화합과 도약을 위한 국민 연대 |

### Cronologia
Lista degli eventi principali fornita dalla NEC (National Election Commission).
- 28 febbraio 2007 - Viene pubblicato il censimento ufficiale per trovare votanti eleggibili
- 23 aprile 2007- Inizia la preregistrazione dei candidati
- 21-25 novembre 2007 - La NEC compila e pubblica le liste elettorali
- 25-26 novembre 2007 - Periodo ufficiale per registrarsi come candidati alle elezioni presidenziali
- 12 dicembre 2007 - Liste elettorali terminate
- 13-14 dicembre 2007 - Voto per posta
- 19 dicembre 2007 (dalle 06:00 alle 18:00 KST) - Operazioni di voto
- 20 dicembre 2007 - Vengono contati i voti ed i risultati sono annunciati

### Elezioni primarie

#### Primarie del Nuovo Grande Partito Democratico Unificato
Chung Dong-young fu eletto come candidato ufficiale del partito il 14 ottobre 2007.

#### Primarie del Partito Creativo Coreano
Moon Kook-hyun, amministratore delegato di Yuhan-Kimberly (la Kimberly-Clark in Corea) fu eletto come candidato ufficiale del partito il 4 novembre 2007.

#### Primarie del Partito Democratico
Le primarie del Partito Democratico si svolsero secondo il seguente regolamento: il risultato delle primarie doveva mettere insieme il voto degli iscritti al partito (50%), il voto dei delegati (35%) e i risultati di un sondaggio per telefono che avvenne il 14 ottobre (15%). Lee In-je fu eletto come candidato ufficiale del partito.

#### Primarie del Partito Saenuri
Le primarie del Partito Saenuri erano formate da sondaggi e voto degli iscritti al partito. Il risultato ufficiale fu annunciato il 20 agosto alle 7:20. Siccome Lee Myung-bak aveva vinto con un ampio margine vi fu una disputa riguardo alla validità dei sondaggi. Park Geun-hye, tuttavia, riconobbe la propria sconfitta ed annunciò la propria candidatura alle primarie per le elezioni presidenziali del 2012, che avrebbe poi vinto.
| Candidati     | Risultati    | Risultati    | Risultati | Risultati | Risultati | Risultati |
| Candidati     | Opinion poll | Opinion poll | Scrutinio | Scrutinio | Totale    | Totale    |
| Candidati     | Voti         | %            | Voti      | %         | Voti      | %         |
| ------------- | ------------ | ------------ | --------- | --------- | --------- | --------- |
| Lee Myung-bak | 16.868       | 51,54        | 64.216    | 49,06     | 81.084    | 49,56     |
| Park Geun-hye | 13.986       | 42,74        | 64.648    | 49,39     | 78.632    | 48,06     |
| Won Hee-ryong | 1.079        | 3,30         | 1.319     | 1,01      | 2.398     | 1,47      |
| Hong Jun-pyo  | 793          | 2,42         | 710       | 0,54      | 1.503     | 0,92      |
| Totale        | 32.726       |              | 130.893   |           | 103.118   |           |

Lee Hoi-chang, candidato del Partito Saenuri alle elezioni presidenziali del 1997 e a quelle del 2002, annunciò la propria candidatura come indipendente, non partecipando alle primarie, il 7 novembre.

#### Primarie del Partito Democratico del Lavoro
Le primarie del Partito Democratico del Lavoro avvennero in due metodi: online ed offline. Gli iscritti al partito (in totale 50 117) poterono effettuare l'accesso nella pagina ufficiale del partito per votare, ed era richiesta una conferma tramite cellulare; altrimenti, c'erano 227 uffici elettorali aperti dalle 9:00 alle 22:00 (per permettere anche ai lavoratori di votare, siccome i lavoratori costituivano il 70% degli elettori). I risultati del primo turno furono annunciati il 9 settembre alle 7:30. 
Kwong Young-ghil era arrivato primo con 19 053 voti (il 49,37%), Shim Sang-jeong secondo con 10 064 voti (il 26,08%), e Roh Hoe-chan terzo con 9 478 voti (il 24,56%). Siccome nessun candidato aveva raggiunto la maggioranza, dal 10 al 15 settembre si tenne il secondo turno, che vide la vittoria di Kwong Young-ghil con 19 109 voti (il 52,74%) contro i 17 122 di Shim Sang-jeon (il 47,26%).

### Exit poll
L'exit poll fu annunciato alle 18:00 del giorno delle elezioni, quando le operazioni di voto erano concluse
Ci si aspettava che Lee Myung-bak avrebbe ottenuto una maggioranza assoluta
| Candidato        | Presunto Vincitore | Stima della percentuale |
| Lee Myung-bak    | Certo              | 50.3%                   |
| Chung Dong-young | Secondo            | 26.0%                   |
| Lee Hoi-chang    | Terzo              | 13.5%                   |

## Risultati
| Lee Myung-bak    | Partito Saenuri                            | 11 492 389 | 48,67 |  |  |  |  |  |
| Chung Dong-young | Nuovo Grande Partito Democratico Unificato | 6 174 681  | 26,15 |  |  |  |  |  |
| Lee Hoi-chang    | Indipendente                               | 3 559 963  | 15,08 |  |  |  |  |  |
| Moon Kook-hyun   | Partito Creativo Coreano                   | 1 375 498  | 5,83  |  |  |  |  |  |
| Kwon Young-ghil  | Partito Democratico del Lavoro             | 712 121    | 3,02  |  |  |  |  |  |
| Lee In-je        | Partito Democratico                        | 160 708    | 0,68  |  |  |  |  |  |
| Huh Kyung-young  | Partito Repubblicano Economico             | 96 756     | 0,41  |  |  |  |  |  |
| Geum Min         | Partito Socialista Coreano                 | 18 223     | 0,08  |  |  |  |  |  |
| Chung Kun-mo     | Coalizione del Vero Proprietario           | 15 380     | 0,07  |  |  |  |  |  |
| Chun Kwan        | Unione della Vera Società della Nuova Era  | 7 161      | 0,03  |  |  |  |  |  |
| Totale           | Totale                                     | 23 612 880 | 100   |  |  |  |  |  |
|                  |                                            |            |       |  |  |  |  |  |
| Voti non validi  | Voti non validi                            | 119 974    | 0,51  |  |  |  |  |  |
| Votanti          | Votanti                                    | 23 732 854 | 63,03 |  |  |  |  |  |
| Elettori         | Elettori                                   | 37 653 518 |       |  |  |  |  |  |

### Risultati per provincia
| Regione o città         | Regione o città | Lee Myung-bak GNP | Lee Myung-bak GNP | Chung Dong-young UNDP | Chung Dong-young UNDP | Lee Hoi-chang Ind | Lee Hoi-chang Ind |
| Regione o città         | Regione o città | Voti              | %                 | Voti                  | %                     | Voti              | %                 |
| ----------------------- | --------------- | ----------------- | ----------------- | --------------------- | --------------------- | ----------------- | ----------------- |
| Sudogwon                | Seul            | 2.689.162         | (53,2％)          | 1.237.812             | (24,5％)              | 596.226           | (11,8％)          |
| Sudogwon                | Incheon         | 593.283           | (49,2％)          | 286.565               | (23,8％)              | 183.057           | (15,2％)          |
| Sudogwon                | Gyeonggi        | 2.603.443         | (51,9％)          | 1.181.936             | (23,6％)              | 670.742           | (13,4％)          |
| Gangwon                 | Gangwon         | 376.004           | (52,0％)          | 136.668               | (18,9％)              | 127.102           | (17,6％)          |
| Chungcheong             | Daejeon         | 246.008           | (36,3％)          | 159.700               | (23,6％)              | 195.957           | (28,9％)          |
| Chungcheong             | Chungcheongbuk  | 289.499           | (41,6％)          | 165.637               | (23,8％)              | 162.750           | (23,4％)          |
| Chungcheong             | Chungcheongnam  | 313.693           | (34,3％)          | 192.999               | (21,1％)              | 304.259           | (33,2％)          |
| Honam （Jeolla）        | Gwangju         | 56.875            | (8,6％)           | 527.588               | (79,8％)              | 22.520            | (3,4％)           |
| Honam （Jeolla）        | Jeollabuk       | 86.149            | (9,0％)           | 777.236               | (81,6％)              | 34.630            | (3,6％)           |
| Honam （Jeolla）        | Jeollanam       | 88.834            | (9,2％)           | 757.309               | (78,7％)              | 34.790            | (3,6％)           |
| Yeongnam （Gyeongsang） | Pusan           | 1.018.715         | (57,9％)          | 236.708               | (13,5％)              | 346.319           | (19,7％)          |
| Yeongnam （Gyeongsang） | Ulsan           | 279.891           | (54,0％)          | 70.736                | (13,6％)              | 90.905            | (17,5％)          |
| Yeongnam （Gyeongsang） | Taegu           | 876.719           | (69,4％)          | 75.932                | (6,0％)               | 228.199           | (18,1％)          |
| Yeongnam （Gyeongsang） | Gyeongsangbuk   | 1.033.957         | (72,6％)          | 96.822                | (6,8％)               | 195.526           | (13,7％)          |
| Yeongnam （Gyeongsang） | Gyeongsangnam   | 843.662           | (55,0％)          | 189.463               | (12,4％)              | 329.486           | (21,5％)          |
| Jeju                    | Jeju            | 96.495            | (38,7％)          | 81.570                | (32,7％)              | 37.495            | (15,0％)          |